# Chick Corea
Armando Anthony »Chick« Corea, ameriški jazzovski pianist, klaviaturist in skladatelj, * 12. junij 1941, Chelsea, Massachusetts, ZDA, † 9. februar 2021.
Njegove kompozicije »Spain«, »500 Miles High«, »La Fiesta« in »Windows« so postale jazz standardi. Kot član zasedbe Milesa Davisa konec 60. let, je prisostvoval rojstvu jazz fusiona. V 70. letih je ustanovil zasedbo Return to Forever. Skupaj s Herbiejem Hancockom, McCoyjem Tynerjem in Keithom Jarrettom, je bil označen kot eden največjih jazzovskih pianistov, ki so se uveljavili v obdobju po Johnu Coltranu.
V 80. in 90. letih je Corea nadaljeval z raziskovanjem glasbenih stilov in sodelovanji z drugimi glasbeniki. Znan je tudi po promociji in zbiranju sredstev v številne dobrodelne namene.

## Življenje in kariera

### Mladost
Armando Corea se je rodil v Chelsea, Massachusetts. Je italijanskih in španskih korenin. Njegov oče, jazzovski trobentač, ki je v 30. in 40. letih v Bostonu vodil dixieland zasedbo, ga je seznanil s klavirjem, ko je Armando imel 4 leta. Obkroženega z jazzom, je na Coreo že v zgodnji mladosti vplival bebop ter Dizzy Gillespie, Charlie Parker, Bud Powell, Horace Silver in Lester Young. Ko je dopolnil osem let, je pričel z igranjem bobnov, kar je vplivalo na njegovo uporabo klavirja kot tolkala.
Svoje klavirske sposobnosti je utrjeval z lastnim raziskovanjem glasbe. Znani vplivnež je bil koncertni pianist Salvatore Sullo, ki je Coreo poučeval klavirja in ga seznanil s klasično glasbo, kar je povečalo njegov interes za glasbeno kompozicijo. Več let je preživel kot glasbenik in solist zasedbe St. Rose Scarlet Lancers.
Ko je bil v srednji šoli, mu je oče dal črn smoking, Corea pa je pričel nastopati. V tistem času je rad prisluhnil zasedbi Heba Pomeroyja in imel trio, ki je v lokalnem jazz klubu izvajal glasbo Horaca Silverja. Nato se je preselil v New York, kjer je en mesec študiral glasbo na Univerzi Columbia in šest mesecev na Juilliard School. S šolanjem je prenehal zaradi nezadovoljstva, New York pa mu je bil všeč in je postal začetna točka njegove kariere.

### Zgodnja kariera
Corea je s svojo kariero pričel v začetku 60. let z Mongom Santamario, Williejem Bobom, Herbiejem Mannom in Stanom Getzom. Leta 1966 je posnel debitantski album Tones for Joan's Bones. Dve leti zatem je izdal album Now He Sings, Now He Sobs, ki ga je posnel v triu z Royjem Haynesom in Miroslavom Vitoušem.
Od leta 1968 do 1971 je bil Corea povezan z avantgardnimi glasbeniki, njegov solo stil pa je postal disonančno orientiran. Leta 1970 je igral električni klavir na tretjem albumu Larryja Coryella, Spaces. Album je izšel pri založbi Vanguard, pri snemanju pa so sodelovali še John McLaughlin (kitara), Miroslav Vitouš (bas) in Billy Cobham (bobni). Producent albuma je bil Daniel Weiss, tonski mojster pa je bil David Baker, njegov asistent pa Paul Berkowitz. Nekateri omenjajo album Spaces kot začetek jazz fusiona.
Njegovo avantgardno igranje lahko slišimo na njegovih solo posnetkih tistega časa, njegovih solih pod vodstvom Milesa Davisa, njegovih posnetkih z zasedbo Circle in na Farrellovem albumu Song of the Wind (album je izšel prvotno pod imenom Joe Farrell Quartet), pri snemanju katerega je Corea sodeloval.
Septembra 1968 je Corea zamenjal Herbieja Hancocka v Davisovi zasedbi in z njo posnel albume Filles de Kilimanjaro, In a Silent Way in Bitches Brew. Na koncertih je Davisova ritem sekcija, ki so jo sestavljali Corea, Dave Holland in Jack DeJohnette kombinirala elemente free jazza in rock glasbe. Corea je pri Davisu eksperimentiral z uporabo električnih instrumentov, večinoma s Fender Rhodesom.
Na živih nastopih je svoj električni klavir pogosto povezal z ring modulatorjem. Z uporabo modulatorja se je pojavil na nekaterih Davisovih albumih, vključno z albumoma Black Beauty: Live at the Fillmore West in Miles Davis at Fillmore: Live at the Fillmore East. V 70. letih je sodeloval z Davisom v njegovi koncertni zasedbi, ki so jo poleg njega sestavljali še Steve Grossman (tenorski saksofon), Keith Jarrett (dodatni električni klavir in orgle), Jack DeJohnette (bobni), Dave Holland (bas) in Airto Moreira (tolkala).
Holland in Corea sta nato zapustila Davisa in ustanovila lastno skupino, Circle, ki je delovala med letoma 1970 in 1971. To free jazz zasedbo sta sestavljala še Anthony Braxton (pihala) in Barry Altschul (bobni). Zasedba je snemala pri založbah Blue Note Records in ECM Records. Aprila 1971 se je Corea odpravil na snemanje, iz tega pa sta nastala albuma Piano Improvisations Vol. 1 in Piano Improvisations Vol. 2, ki sta izšla pri založbi ECM.

V tem času je koncept komunikacije z občinstvom postal zame zelo pomemben. Razlog zakaj sem koncept na tej točki življenja - leta 1968, 1969 - toliko uporabljal, je to, da je bilo to zame veliko odkritje. Ko sem odraščal sem mislil le na to, da se bom ob igranju klavirja zabaval in nisem opazil, da s tem kar počnem vplivam na druge. Dolgo časa sploh nisem razmišljal o odnosu z občinstvom.

### Jazz fusion
V začetku 70. let se je Corea stilistično obrnil od avantgarde proti crossover jazz fusion stilu, ki je s skupino Return to Forever inkorporiral Latin jazz. Skupina se je poimenovala po istoimenskem debitantskem albumu, ki je izšel leta 1972 in je uporabljala akustično kot elektronsko instrumentacijo ter se približevala latinskoameriškim stilom bolj kot rocku. Prva dva albuma skupine je posnela zasedba Flora Plurim (vokal), Joe Farrell (flavta, sopranski saksofon), Airto Moreira (bobni) in Stanley Clarke (bas). V drugi verziji skupine, sta se Corei in Clarku pridružila bobnar Lenny White in kitarist Bill Connors. Ta zasedba je elemente latin jazza kombinirala z bolj rockovskim in funkovskim zvokom, na katerega je vplivala skupina Mahavishnu Orchestra, ki jo je vodil Corein sodelavec projekta Bitches Brew, kitarist John McLaughlin. Ta zasedba je posnela album Hymn of the Seventh Galaxy, Connorsa pa je nato zamenjal Al Di Meola, ki je s skupino posnel albume Where Have I Known You Before, No Mystery in Romantic Warrior.
Corejeva kompozicija "Spain" je prvotno izšla leta 1972 na albumu Return to Forever Light as a Feather. To je verjetno njegova najbolj popularna skladba, ki so jo posneli številni izvajalci, več verzij je posnel tudi Corea. Omembe vredni verziji sta aranžma za klavir in simfonični orkester, ki je nastal leta 1999 ter verzija, ki jo je Corea posnel skupaj z vokalistom Bobbyjem McFerrinom in je izšla leta 1992 na njunem skupnem albumu Play. Corea navadno izvaja "Spain" s preludijem, ki bazira na Rodrigovi kompoziciji Concierto de Aranjuez iz leta 1940 in je doživela jazzovsko orkestracijo leta 1960 pri projektu Milesa Davisa in Gila Evansa, Sketches of Spain.
Leta 1976 je Corea izdal album My Spanish Heart, ki vsebuje vplive latinskoameriške glasbe, pri snemanju pa sta sodelovala vokalistka Gayle Moran (Corejeva žena) in električni violinist Jean-Luc Ponty. Album je kombiniral jazz in flamenko, s podporo minimooga in trobilne sekcije v ozadju.

### Dueti
V 70. letih je Corea pričel sodelovati z vibrafonistom Garyjem Burtonom, s katerim je posnel nekaj albumov za založbo ECM, vključno z albumom Crystal Silence leta 1972. Leta 2006 sta se ponovno združila in odšla na skupno turnejo. Leta 2008 je izšel album The New Crystal Silence, ki je leta 2009 prejel grammyja.
Proti koncu 70. let je Corea izvedel serijo koncertov s Hancockom, s katerim je posnel tudi dva albuma. Ti koncerti so bili predstavljeni v eleganci, oba pianista pa sta bila oblečena formalno in sta uporabljala koncertne klavirje Yamaha. Igrala sta kompozicije obeh, kot tudi skladbe drugih skladateljev, kot je Béla Bartók. Leta 1982 je Corea izvedel The Meeting, duet v živo s klasičnim pianistom Friedrichom Guldo.
Decembra 2007 je Corea posnel album duet The Enchantment z banjoistom Bélo Fleckom. Fleck in Corea sta se leta 2007 odpravila na promocijsko turnejo. Fleck je bil istega leta nominiran za grammyja za najboljšo instrumentalno kompozicijo za skladbo »Spectacle«.
Leta 2008 je Corea sodeloval z japonsko pianistko Hiromi Uehara in z njo posnel album v živo Duet (Chick Corea and Hiromi). 30. aprila sta oba nastopila v Tokiu, v dvorani Nippon Budokan.
Leta 2015 je Corea ponovil serijo koncertov s Hancockom, ki so zopet potekali v obliki klavirskega dvoboja, vsak pa je imel ob sebi še sintetizatorje. Prve koncerte v tej seriji sta odigrala v Paramount Theatru v Seattlu, vsebovali pa so tudi improvizirano glasbo, skladbe dueta in standarde drugih skladateljev.

### Kasnejše delo
Med ostalimi skupinami, pri katerih sodeluje Corea, je treba omeniti Chick Corea Elektric Band, ki se v tradicionalni jazz trio zasedbi imenuje Akoustic Band, in Origin, ki se v tradicionalni jazz trio obliki imenuje New Trio. Leta 1986 je Corea sklenil pogodbo z založbo GRP Records, pri kateri je nato med letoma 1986 in 1994 izdal deset albumov, sedem z Elektric Bandom, dva z Akoustic Bandom in solo album Expressions.
Leta 1989 je Akoustic Band izdal istoimenski album, leta 1991 pa album v živo Alive, pri obeh pa sta sodelovala basist John Patitucci in bobnar Dave Weck. Zasedba označuje Corein obrat nazaj proti tradicionalnem jazzu. Večina njegovih naslednjih posnetkov je bila akustičnih. Akoustic Band je s skladbo »The Game Maker« prispeval glasbo za Pixarjev krajši animirani film Luxo Jr. iz leta 1986. 13. januarja 2018 je Corea ponovno nastopil z Akoustic Bandom na dveh koncertih v St. Petersburgu na Floridi.
Leta 1992 je Corea ustanovil lastno založbo, Stretch Records.
Leta 2001 je Chick Corea New Trio, z basistom Avishaiem Cohenom in bobnarjem Jeffom Ballardom, izdal album Past, Present & Futures. Album vsebuje le eno standardno kompozicijo »Jitterbug Waltz«, ostalo pa so Coreine skladbe. Leta 1998 je z Garyjem Burtonom (vibrafon), Patom Methenyjem (kitara), Davom Hollandom (bas) in Royjem Haynesom (bobni) posnel album Like Minds.
V kasnejših letih svoje kariere, se je Corea začel bolj zanimati za sodobno klasično glasbo. Skomponiral je svoj prvi klavirski koncert ter adaptacijo svoje skladbe, »Spain« za simfonični orkester, ter ga izvedel leta 1999 z Londonskim filharmoničnem orkestrom. Pet let kasneje je skomponiral svoje prvo delo, ki ni za instrument s tipkami: njegov godalni kvartet št. 1 je bil napisan posebej za zasedbo Orion String Quartet, ki ga je izvedla leta 2004 na Summerfestu v Wisconsinu.
Corea je nadaljeval z izdajanjem jazz fusion konceptualnih albumov, kot so To the Stars (2004) in The Ultimate Adventure (2006), ki je osvojil grammyja za najboljši jazzovski instrumentalni album.
Leta 2008 se je zbrala tretja verzija skupine Return to Forever v zasedbi Corea (klaviature), Stanley Clarke (bas), Lenny White (bobni), Al Di Meola (kitara), in odšla na svetovno turnejo. Obuditev skupine je prejela pozitivne odzive s strani jazzovskih in drugih publikacij. Večina studijskih posnetkov skupine je ponovno izšla na kompilacijskem albumu Return to Forever: The Anthology, čigar izid je sovpadal s turnejo. Koncertni DVD s posnetkom njihovega koncerta na Montreux Jazz Festivalu je izšel maja 2009. V tistem času je Corea delal na skupnem projektu The Chick Corea Songbook z vokalno skupino The Manhattan Transfer.
Leta 2008 se je formirala nova skupina Five Peace Band in oktobra istega leta odšla na svetovno turnejo. Corea je z McLaughlinom sodeloval v Davisovih zasedbah konec 60. let in z njim posnel tudi albuma In a Silent Way in Bitches Brew. Corei in McLaughlinu sta se pridružila še saksofonist Kenny Garrett in basist Christian McBride. Bobnar Vinnie Colaiuta je s skupino igral v Evropi in na nekaterih koncertih v Severni Ameriki, Brian Blade pa je bobnal s skupino v Aziji in Avstraliji ter na večini koncertov v Severni Ameriki. Leta 2011 je bila proslavljenja različnost Corejeve glasbe, ko je Corea igral z orkestrom Jazz at Lincoln Center Orchestra v kompleksu Lincoln Center for the Performing Arts. Njegovo igranje so pohvalili zlasti v časopisu The New York Times.
Leta 2013 je Corea sestavil skupino Chick Corea & The Vigil, ki so jo poleg Coree sestavljali basist Hadrien Feraud, bobnar Marcus Gilmore (vnuk Royja Haynesa, ki je kot bobnar sodeloval s Coreo), pihalec Tim Garland in kitarist Charles Altura.
Leta 2016 je Corea praznoval svoj 75. rojstni dan. Ob tem jubileju je Corea šest tednov igral z več kot 20 različnimi zasedbami v Blue Note Jazz Clubu v Greenwich Villagu, v New Yorku. Ob svojem 75. rojstnem dnevu, je Corea dejal: »Precej dobro ignoriram številke, ki sestavljajo mojo 'starost'. Zdi se, da je to najboljša pot. Vedno sem se osredotočil le na uživanje ob glasbenih avanturah.«

## Osebno življenje

### Zakon
Od leta 1972 je Corea poročen z jazzovsko glasbenico Gayle Moran.

### Scientologija
Corea je zatrdil, da mu je scientologija pomagala pri poglobitvi odnosov z drugimi in mu pomagala najti obnovljeno pot. Pod "posebnimi zahvalami" pri opombah vseh njegovih kasnejših albumov, Corea vedno omeni L. Rona Hubbarda, začetnika scientologije, ki mu je bil nenehni vir navdiha.

Leta 1968 je Corea prebral Dianetics, Hubbardovo najbolj znano knjigo o samopomoči, v 70. letih pa je pričel razvijati zanimanje za Hubbardove fantazijske novele. 
"S Hubbardovimi deli sem se seznanil leta 1968, ko sem prebral Dianetics, ki je nekako odprla moj um in mi pokazala, da je moj potencial za komunikacijo precej večji kot sem mislil."
 S Hubbardom sta si nato dopisovala vse do njegove smrti leta 1986, Corea pa je leta 1982 sodeloval tudi na Hubbardovem albumu Space Jazz: The Soundtrack of the Book Battlefield Earth. O Hubbardu je takrat dejal: "[Hubbard] je bil velik skladatelj, kot tudi klaviaturist. Naredil je veliko stvari. Bil je resnični polihistor." Corea je dejal, da je scientologija močno vplivala na njegovo glasbeno usmeritev v začetku 70. let: "Nisem več želel zadovoljiti sebe. Želel sem se povezati s svetom in s svojo glasbo narediti nekaj za ljudi."

### Spornost v Nemčiji
Leta 1993 je bil Corea izključen s koncerta med svetovnim prvenstvom iz atletike v Stuttgartu. Organizatorji koncerta so Coreo izključili potem, ko je deželni zbor Baden-Württemberg sklenil, da bo preveril subvencije za dogodke s priznanimi člani scientologije. Po Corejevi pritožbi leta 1996 zoper takšno politiko pred upravnim sodiščem, ki ni bila uspešna, so člani ameriškega kongresa v pismu, naslovljenem na nemški parlament, odkrito obsodili kršitev Corejevih človeških pravic. Corea sicer nima prepovedi nastopanja v Nemčiji in je večkrat nastopil na International Jazz Festivalu v Burghausnu, kjer je leta 2011 prejel plaketo "Street of Fame".
Leta 1998 se je Corea s kolegi nastopajočimi Anne Archer, Issacom Hayesom in Haywoodom Nelsonom udeležil 30. obletnice novinarskega dnevnika scientološke Cerkve, revije Freedom, v National Press Clubu v Washingtonu.

## Izbrana diskografija

### Studijski albumi
- Tones for Joan's Bones (1966)
- Now He Sings, Now He Sobs (1968)
- Is (1969)
- Sundance (1969)
- The Song of Singing (1970)
- Circling In (1975) (s Circle)
- Circulus (1978) (s Circle)
- A.R.C. (1971) (z Daveom Hollandom in Barryjem Altschulom)
- Piano Improvisations Vol. 1 (1971)
- Piano Improvisations Vol. 2 (1972)
- Return to Forever (1972)
- Crystal Silence (1973) (z Garyjem Burtonom)
- Chick Corea (1975)
- The Leprechaun (1976)
- My Spanish Heart (1976)
- The Mad Hatter (1978)
- Secret Agent (1978)
- Friends (1978)
- Delphi I (1979)
- Duet (1979) (z Garyjem Burtonom)
- Delphi II & III (1980)
- Tap Step (1980)
- Greatest Hits of 1790 (1980) (s Philharmonia Virtuosi of New York)
- Three Quartets (1981)
- Trio Music (1981)
- Touchstone (1982)
- Lyric Suite for Sextet (1982) (z Garyjem Burtonom)
- Again and Again (1983)
- On Two Pianos (1983) (z Nicolasom Economouom)
- The Meeting (1983) (s Friedrichom Guldo)
- Children's Songs (1984)
- Fantasy for Two Pianos with Friedrich Gulda (1984) (s Friedrichom Guldo)
- Voyage (1984)
- Septet (1985)
- The Chick Corea Elektric Band (1986)
- Light Years (1987) (z Elektric Bandom)
- Summer Night: Live (1987) (z Akoustic Bandom)
- Chick Corea Featuring Lionel Hampton (1988)
- Eye of the Beholder (1988) (z Elektric Bandom)
- Chick Corea Akoustic Band (1989)
- Happy Anniversary, Charlie Brown (1989)
- Inside Out (1990) (z Elektric Bandom)
- Beneath the Mask (1991) (z Elektric Bandom)
- Alive (1991) (z Akoustic Bandom)
- Play (1992) (z Bobbyjem McFerrinom)
- Elektric Band II: Paint the World (1993)
- Seabreeze (1993)
- Expressions (1993)
- Time Warp (1995)
- The Mozart Sessions (1996) (z Bobbyjem McFerrinom)
- From Nothing (1996)
- Remembering Bud Powell (1997)
- Native Sense - The New Duets (1997) (z Garyjem Burtonom)
- Like Minds (1998) (z Garyjem Burtonom, Patom Methenyjem, Royjem Haynesom in Daveom Hollandom)
- Change (1999) (z Origin)
- Corea Concerto: Spain for Sextet & Orchestra – Piano Concerto No. 1 (1999) (z Origin)
- Corea Concerto (1999)
- Solo Piano: Originals (2000)
- Solo Piano: Standards (2000)
- New Trio: Past, Present & Futures (2001)
- Rendezvous in New York (2003)
- To the Stars (2004) (z Elektric Bandom)
- Rhumba Flamenco (2005)
- The Ultimate Adventure (2006)
- Super Trio (2006) (s Stevom Gaddom in Christianom McBrideom)
- The Enchantment (2007) (z Bélo Fleckom)
- 5trios – 1. Dr. Joe (2007) (z Antoniom Sanchezom in Johnom Patituccijem)
- 5trios – 2. From Miles (2007) (z Eddiejem Gómezom in Jackom DeJohnettom)
- 5trios – 3. Chillin' in Chelan (2007) (s Christianom McBrideom in Jeffom Ballardom)
- 5trios – 4. The Boston Three Party (2007) (z Eddiejem Gomezom in Airtom Moreiro)
- 5trios – 5. Brooklyn, Paris to Clearwater (2007) (s Hadrienom Feraudom in Richiejem Barshayjem)
- Duet (2009) (s Hiromi Uehara)
- Orvieto (2011) (s Stefanom Bollanijem)
- Further Explorations (2012) (z Eddiejem Gomezom in Paulom Motianom)
- Hot House (2012) (z Garyjem Burtonom)
- The Continents: Concerto for Jazz Quintet & Chamber Orchestra (2012)
- The Vigil (2013) (s Hadrienom Feraudom, Marcusom Gilmorom, Timom Garlandom in Charlesom Alturo)
- Solo Piano – Portraits (2014)
- Two (2015) (z Bélo Fleckom)
- The Musician: Live at The Blue Note Jazz Café (2017)
- Chinese Butterfly (2018) (s Stevom Gaddom)

### Albumi v živo
- Paris Concert (1971) (s Circle)
- An Evening with Herbie Hancock & Chick Corea: In Concert (1978) (s Herbiejem Hancockom)
- CoreaHancock (1979) (s Herbiejem Hancockom)
- Chick Corea & Lionel Hampton in Concert (1980) (z Lionelom Hamptonom)
- In Concert, Zürich, October 28, 1979 (1980) (z Garyjem Burtonom)
- Live in Montreux (1981)
- Woodstock Jazz Festival 1 (1997) (z Leejem Konitzem, Jackom DeJohnettom in Miroslavom Vitoušem)
- Woodstock Jazz Festival 2 (1997) (z Lee Konitz, Patom Metheneyjem, Jackom DeJohnettom, Miroslavom Vitoušem in Anthonyjem Braxtonom)
- Trio Music Live in Europe (1987)
- Live from Elario's (First Gig) (1996) (z Elektric Bandom)
- Live from Blue Note Tokyo (1996)
- Live from the Country Club (1996)
- Live at the Blue Note (1998) (z Origin)
- A Week at the Blue Note (1998) (z Origin)
- The New Crystal Silence (2008) (z Garyjem Burtonom)
- Five Peace Band Live (2009) (z Johnom McLaughlinom)
- Forever (2011) (s Stanleyjem Clarkom in Lennyjem Whitom)
- Trilogy (2013)

## Nagrade in priznanja

### Grammyji
- Chick Corea je osvojil več kot 20 grammyjev in bil za grammyja več kot 60-krat nominiran.[50]

| Leto | Kategorija                                                       | Album ali skladba                    | Opombe                                    |
| ---- | ---------------------------------------------------------------- | ------------------------------------ | ----------------------------------------- |
| 1976 | Najboljša jazz izvedba skupine                                   | No Mystery                           | kot član Return to Forever                |
| 1977 | Najboljša instrumentalna priredba                                | »Leprechaun's Dream«                 |                                           |
| 1977 | Najboljša jazz izvedba skupine                                   | The Leprechaun                       |                                           |
| 1979 | Najboljša jazz izvedba skupine                                   | Friends                              |                                           |
| 1980 | Najboljša jazz izvedba skupine                                   | Duet                                 | z Garyjem Burtonom                        |
| 1982 | Najboljša jazz izvedba skupine                                   | In Concert, Zürich, October 28, 1979 | z Garyjem Burtonom                        |
| 1989 | Najboljša instrumentalna R&B izvedba                             | »Light Years«                        |                                           |
| 1990 | Najboljša jazz izvedba skupine                                   | Chick Corea Akoustic Band            |                                           |
| 1999 | Najboljši jazzovski instrumentalni solo                          | »Rhumbata«                           | z Garyjem Burtonom                        |
| 2000 | Najboljša instrumentalna jazz izvedba posameznika ali skupine    | Like Minds                           |                                           |
| 2001 | Najboljša instrumentalna priredba                                | »Spain for Sextet & Orchestra«       |                                           |
| 2004 | Najboljši jazzovski instrumentalni solo                          | »Matrix«                             |                                           |
| 2007 | Najboljši jazzovski instrumentalni album posameznika ali skupine | The Ultimate Adventure               |                                           |
| 2007 | Najboljša instrumentalna priredba                                | »Three Ghouls«                       |                                           |
| 2008 | Najboljši jazzovski instrumentalni album posameznika ali skupine | The New Crystal Silence              | z Garyjem Burtonom                        |
| 2010 | Najboljši jazzovski instrumentalni album posameznika ali skupine | Five Peace Band Live                 |                                           |
| 2012 | Najboljši improvizirani jazzovski solo                           | »500 Miles High«                     |                                           |
| 2012 | Najboljši jazzovski instrumentalni album                         | Forever                              | s Stanleyjem Clarkeom in Lennyjem Whiteom |
| 2013 | Najboljši improvizirani jazzovski solo                           | »Hot House«                          |                                           |
| 2013 | Najboljša instrumentalna kompozicija                             | »Mozart Goes Dancing«                |                                           |
| 2015 | Najboljši improvizirani jazzovski solo                           | »Fingerprints«                       |                                           |
| 2015 | Najboljši jazzovski instrumentalni album                         | Trilogy                              |                                           |

### Latinski grammyji
| Leto | Kategorija                     | Album/skladba        | Opombe                                   |
| ---- | ------------------------------ | -------------------- | ---------------------------------------- |
| 2007 | Najboljši instrumentalni album | The Enchantment      | z Bélo Fleckom                           |
| 2011 | Najboljši instrumentalni album | Forever              | s Stanleyjem Clarkom in Lennyjem Whiteom |
| 2012 | Najboljši instrumentalni album | Further Explorations | z Eddiejem Gomezom in Paulom Motianom    |
| 2014 | Najboljši latin jazz album     | The Vigil            | [ 94 ]                                   |

### Ostalo
- Njegov album Now He Sings, Now He Sobs iz leta 1968 je bil leta 1999 vključen v Grammy Dvorano slavnih.[50]
- Leta 1997 je prejel Častni doktorat glasbe univerze Berklee College of Music.[95]
- Leta 2010 je bil imenovan doctor honoris causa na Norveški univerzi za znanost in tehnologijo (NTNU).[96]